# 富山市立三成小学校
富山市立三成小学校（とやましりつ さんじょうしょうがっこう）は富山県富山市にある公立小学校。

## 沿革
2022年4月1日、 富山市立三郷小学校、富山市立上条小学校との統合により設立し、同年4月7日に開校式を挙行。校舎は旧三郷小の校舎（2015年竣工）を使用する。
将来、水橋地区に開設される義務教育学校の開校に先立ち、統合された。

## 通学区域
水橋池田舘、水橋池田町、水橋伊勢屋、水橋市田袋、水橋入江、水橋沖、水橋肘崎、水橋開発、水橋金尾、水橋金尾新、水橋上的場、水橋柴草、水橋小路、水橋新堀、水橋常願寺、水橋高堂、水橋中新町、水橋中村、水橋入部町、水橋番頭名、水橋二杉、水橋二ッ屋、水橋的場、水橋石割、水橋金広、水橋北馬場、水橋小出裏坪、水橋小出表坪、水橋小出上屋、水橋小出東町、水橋佐野竹、水橋清水堂、水橋上条新町、水橋専光寺、水橋大正南部、水橋大正北部、水橋高寺、水橋田伏、水橋中馬場、水橋平塚、水橋曲淵

## 進学先
- 富山市立三成中学校
- 富山市立水橋中学校

## 周辺
- 富山県道379号水橋停車場水橋小路線